# Wybory parlamentarne w Mongolii w 1977 roku
Wybory parlamentarne odbyły się w Mongolii 19 czerwca 1977 roku.... W tym czasie kraj był państwem jednopartyjnym, rządzonym przez Mongolską Partię Ludową.MPL zdobyło 328 z 354 miejsc, a pozostałe 26 miejsca zajęli bezpartyjni kandydaci, którzy zostali wybrani przez MPL, ze względu na ich status społeczny. Frekwencja wynosiła 100%, a tylko jeden z 694855 głosujących nie oddało głosu.

## Wyniki
| Partia      | Przywódca            | Lista zajętych miejsc | +/- |
| ----------- | -------------------- | --------------------- | --- |
| MPL         | Jumdżaagijn Cedenbal | 328                   | +46 |
| bezpartyjni | brak                 | 26                    | -28 |